# 舊社 (臺中市北屯區)
舊社，是臺灣臺中市北屯區的一個傳統地域名稱，位於該區北部偏西。相較於今日行政區，其範圍大致為舊社里不含三信橋西北側及舊社橋西南側旱溪舊河道所圍地帶。傳統聚落區域今為北屯機廠區段徵收範圍。

## 歷史
台灣清治末期至日治初期，舊社地區為一街庄，稱為「舊社庄」，隸屬於捒東下堡。該庄北與瓦磘仔庄為鄰，東隔旱溪與聚興庄、軍功藔庄、水景頭庄為界，南邊為三十張犁庄，西南邊為二份埔庄，西邊為三份埔庄、頭家厝庄。
1901年（日治明治三十四年）11月，全台廢縣廳改設二十廳，該庄隸屬於臺中廳。1903年（明治三十六年）6月，該庄編入「二份埔區」，隸屬於臺中廳。1909年（明治四十二年）10月，合併二十廳為十二廳，該庄改編入「三十張犁區」，仍隸屬於臺中廳。1920年（大正九年），全台地方制度大改正，廢十二廳改設五州二廳，該庄改制為「舊社」大字，隸屬於臺中州大屯郡北屯庄。
戰後北屯庄改制為北屯鄉，隸屬於臺中縣，大字亦改制為村。1947年2月，北屯鄉併入省轄臺中市而改稱北屯區，村亦改制為里。2010年12月，臺中縣市合併為直轄臺中市，北屯區隸屬不變。

## 聚落
本地區發展較早的聚落有頂舊社、下舊社、溝背等，在日治期初期的官方地圖上已有記載，至2010年代啟動北屯機廠區段徵收後，舊聚落除了南興宮與詔安堂之外，原貌已消失。

## 交通
台鐵山線大致以北偏東－南偏西走向經過舊社地區西部，里內設有松竹車站─為台灣鐵路縱貫線與台中捷運綠線之兩大主要轉乘站之一(地址：臺中市北屯區舊社里松竹路一段1473巷100號)，台中捷運在此區設有捷運松竹站、舊社站、北屯機廠。
省道台3線（北屯路）俗稱「內山公路」，是臺北至屏東的幹道，大致以北偏東—南偏西走向轉北北東—南南西走向經過本地區西部，並位於鐵路西側，由該道路向北偏東轉北可前往潭子、豐原、石岡、東勢等地，向南南西可前往北屯市區、台中市區、大里、霧峰等地；本區東西向主要道路為松竹路，連接北屯四張犁與北屯大坑風景區。

## 里內設施

### 公有機構
政府機關/構
- 台中捷運公司
- 臺中市警察局第五分局松安派出所
- 臺中市社會局北屯區家庭福利服務中心

教育
- 臺中市立北新國民中學
- 臺中市北屯區僑孝國民小學
- 臺中市北屯區東光國民小學（校區北端）

大眾運輸場站
- 台鐵：松竹車站
- 台中捷運：松竹站、舊社站、北屯總站、北屯機廠
- 公共自行車租賃站：

### 景點
文化資產
- 舊社南興宮（媽祖廟）
- 詔安堂（市定古蹟）

大型公園
- 舊社公園
- 南興公園
- 水曲生態公園
- 自然感官體驗公園

購物商場
- 大買家北屯店
- 好市多北台中店
- 寶雅

市場/夜市
- 松竹市場
- 一點利黃昏市場
- 總站夜市